# Бега, Корнелис Питерс
Корнелис Питерс Бега или Бегга (нидерл. Cornelis Pietersz. Bega; 1631/1632, Харлем — 27 августа 1664, там же) — голландский живописец и гравёр XVII века.

## Биография
Корнелис Питерс Бега родился в городе Харлем в провинции Северная Голландия. Точная дата рождения художника неизвестна; большинство источников склоняются к тому, что это произошло в 1631 или 1632 году в Харлеме, в семье католиков Марии Корнелис и Питера Янса Бегина Бега (ум. в 1648). Семья Бега была весьма состоятельной: Мария Корнелис была дочерью известного мастера маньеризма Корнелиса ван Харлема, за которым унаследовала немалое состояние, включавшее много картин, рисунков и гравюр. Возможно, последнее и повлияло на решение юного Корнелиса Бега посвятить свою жизнь искусству.
Он начал осваивать художественное мастерство под руководством Адриана ван Остаде, а затем, согласно «ЭСБЕ», развивался под влиянием Франса Халса.
С 1654 года работал в основном в родном городе, однако перед этим посетил Италию, проехав туда через Германию.
Подобно Адриану ван Остаде, его кисти принадлежат много картин бытового жанра на которых были отображены компании крестьян, проводящих время досуга в харчевнях, алхимиков, уличных торговцев и шарлатанов, и другие сцены простонародной жизни.
Картины Бега отличаются «ловкостью рисунка, характерностью представленных фигур и тонкостью исполнения, но нередко тяжелые и темные по краскам».
Работы художника выставлялись в самых именитых музеях Европы (Рейксмюсеум. Амстердам); Лондонская Национальная галерея; Национальная галерея Ирландии; Берлинская картинная галерея (Берлин); Национальный музей Швеции. В частности, в Императорском Эрмитаже публике были представлены картины: «Семейство ткача», «Игроки в деревенском шинке» и «Раненая рука».
Схожие с картинами сюжеты Бега воспроизводил в своих гравюрах, которых насчитывается более трёх десятков.
Корнелис Питерс Бега скончался 27 августа 1664 года в Харлеме от чумы.